# Typhlops disparilis
Espèce
Typhlops disparilis est une espèce de serpents de la famille des Typhlopidae dont la position taxonomique est incertaine (Incertae sedis). En effet la distribution de cette espèce est inconnue et l'holotype a été perdu.

## Publication originale
- Jan, 1860 : Iconographie générale des ophidiens. Tome 1, J. B. Balliere et Fils, Paris (texte intégral).